# Shakhawat Hossain Rony
Shakhawat Hossain Rony (tiếng Bengal: সাখাওয়াত হোসেন রনি) là một cầu thủ bóng đá người Bangladesh thi đấu ở vị trí tiền đạo. Hiện tại anh thi đấu cho Sheikh Russel KC ở Giải bóng đá ngoại hạng Bangladesh.

## Bàn thắng quốc tế

### Đội tuyển quốc gia
Tỉ số và kết quả liệt kê bàn thắng của Bangladesh trước.
| #  | Ngày                 | Địa điểm                                            | Đối thủ                 | Tỉ số | Kết quả | Giải đấu                         |
| -- | -------------------- | --------------------------------------------------- | ----------------------- | ----- | ------- | -------------------------------- |
| 1. | 2 tháng 3 năm 2013   | Sân vận động Dasarath Rangasala, Kathmandu          | Nepal                   | 1–0   | 2–0     | Vòng loại Cúp Challenge AFC 2014 |
| 2. | 2 tháng 3 năm 2013   | Sân vận động Dasarath Rangasala, Kathmandu          | Nepal                   | 2–0   | 2–0     | Vòng loại Cúp Challenge AFC 2014 |
| 3. | 4 tháng 3 năm 2013   | Sân vận động Dasarath Rangasala, Kathmandu          | Quần đảo Bắc Mariana    | 2–0   | 4–0     | Vòng loại Cúp Challenge AFC 2014 |
| 4. | 17 tháng 12 năm 2015 | Sân vận động Quốc gia Bangabandhu, Dhaka            | Nepal                   | 1–0   | 1–0     | Giao hữu                         |
| 5. | tháng 12 năm 2015    | Sân vận động Quốc tế Trivandrum, Thiruvananthapuram | Bhutan                  | 2–0   | 3–0     | Giải vô địch bóng đá Nam Á 2015  |
| 6. | tháng 12 năm 2015    | Sân vận động Quốc tế Trivandrum, Thiruvananthapuram | Bhutan                  | 3–0   | 3–0     | Giải vô địch bóng đá Nam Á 2015  |
| 7. | 8 tháng 1 năm 2016   | Sân vận động Shamsul Huda, Jessore                  | Bản mẫu:Country data SL | 1–0   | 4–2     | Cúp Bangabandhu 2016             |
| 8. | 8 tháng 1 năm 2016   | Sân vận động Shamsul Huda, Jessore                  | Bản mẫu:Country data SL | 4–2   | 4–2     | Cúp Bangabandhu 2016             |

### Câu lạc bộ
Dhaka Abahani Limited
| #  | Ngày                | Địa điểm                        | Đối thủ      | Tỉ số | Kết quả | Giải đấu              |
| -- | ------------------- | ------------------------------- | ------------ | ----- | ------- | --------------------- |
| 1. | 25 tháng 5 năm 2011 | Sân vận động Olympic Phnôm Pênh | Don Bosco SC | 1-1   | 4-1     | Cúp Chủ tịch AFC 2011 |

Lt. Sheik Jamal Dhanmondi Club Ltd.
| #  | Ngày                 | Địa điểm                              | Đối thủ            | Tỉ số | Kết quả | Giải đấu                        |
| -- | -------------------- | ------------------------------------- | ------------------ | ----- | ------- | ------------------------------- |
| 1. | 29 tháng 11 năm 2014 | Sân vận động Changlimithang           | Manang Marshyangdi | 1-1   | 2-1     | Kings Cup                       |
| 2. | 13 tháng 8 năm 2015  | Sân vận động Dolen Omurzakov, Bishkek | Casa Benfica       | 3-1   | 4-1     | preliminary round, Cúp AFC 2016 |
| 3. | 13 tháng 8 năm 2015  | Sân vận động Dolen Omurzakov, Bishkek | Casa Benfica       | 4-1   | 4-1     | preliminary round, Cúp AFC 2016 |

Sheikh Russel KC
| #  | Ngày                | Địa điểm                    | Đối thủ      | Tỉ số | Kết quả | Giải đấu                        |
| -- | ------------------- | --------------------------- | ------------ | ----- | ------- | ------------------------------- |
| 1. | 25 tháng 8 năm 2016 | Sân vận động Changlimithang | F.C. Tertons | 2-4   | 3-4     | preliminary round, Cúp AFC 2017 |

## Thống kê sự nghiệp

### Quốc tế
Tính đến 6 tháng 9 năm 2016
| Đội tuyển quốc gia Bangladesh | Đội tuyển quốc gia Bangladesh | Đội tuyển quốc gia Bangladesh |
| Năm                           | Số trận                       | Bàn thắng                     |
| ----------------------------- | ----------------------------- | ----------------------------- |
| 2013                          | 4                             | 2                             |
| 2014                          | 0                             | 0                             |
| 2015                          | 6                             | 3                             |
| 2016                          | 5                             | 2                             |

## Thành tích
Dhaka Abahani Limited
- Giải bóng đá ngoại hạng Bangladesh: 2011–12

Lt. Sheikh Jamal Dhanmondi Club Ltd.
- Giải bóng đá ngoại hạng Bangladesh: 2013–14, 2014-15
- Federation Cup: 2013-14, 2014–15
- King's Cup (Bhutan): 2014